# Аузония (Лацио)
Вижте пояснителната страница за други значения на Авзония.
Аузония (на италиански: Ausonia) е град и община в провинция Фрозиноне в регион Лацио, Централна Италия. Намира се на 137 km югоизточно от Рим и на 59 km югоизточно от Фрозиноне и има 2637 жители (31 декември 2017 г.). Градът е разположен в планината Монти Аврунки (Monti Aurunci), в долината на река Авзенте.
Основан е от аврунките и е разрушен от римляните. През 1039 г. се казва Каструм Фрактарум (Castrum Fractarum) и преминава към манастира Монте Касино; до 1862 г. носи името Фрате (Fratte). През 16 век е към Кралство Неапол.
През Втората световна война е база на германците и многократно е подлаган на въздушни бомбардировки от съюзниците. Част от населението бяга в планините; остатъците са евакуирани през февруари 1944 г. или изпратени в концентрационния лагер Бреда при Чезано. На 11 май 1944 г. започва съюзническата операция „Диадема“, в хода на която в града влизат части от френските войски, под командването на ген. Алфонс Жуан, състоящи се основно от марокански войници. Алберто Моравия пише за случилото се романа Cesira, който е филмиран от Виторио Де Сика под заглавието „Чочарка“ (La Ciociara) в близкия град Итри и получава през 1961 г. Награда Златен глобус.